# Stazione di Sebastopoli
La stazione di Sebastopoli (in russo e in ucraino Севастополь?, Sevastopol') è una stazione ferroviaria nella città di Sebastopoli in Crimea, territorio riconosciuto dalla maggioranza dei paesi come parte dell'Ucraina, ma di fatto sotto il controllo e l'amministrazione della Russia.
È il capolinea della linea principale Mosca-Sebastopoli. La stazione fu aperta nel 1875. È la principale stazione ferroviaria di Sebastopoli, oltre alle stazioni Makenzievi Gory e Inkerman-1.

## Storia
La costruzione della ferrovia Lozova-Sebastopoli iniziò nel 1872 con fondi privati di Peter Gubonin. Nel 1873 la ferrovia raggiunse Alexandrovsk e nel 1874 raggiunse Sinferopoli. Il 15 settembre 1875, il primo treno arrivò a Sebastopoli. Poiché la posa della linea per Sebastopoli richiedeva l'attraversamento degli impervi Monti della Crimea nell'area a causa del monte Makenzijeva, furono costruiti sei gallerie: Rusks (331 metri), Conte (il più corto, 125 metri), Bianca (437 metri), Zingara (il più lungo, 507 metri), Trinità (294 metri) e Urbana (228 metri). Gli ultimi due tunnel, aperti all'inizio del XXI secolo, si trovano all'interno della città. Lo stesso edificio della stazione fu costruito vicino alla foce della Baia meridionale, su una pianura precedentemente paludosa che nel corso degli anni fu coperta dalla terra (e così fu chiamata "sputa").
L'edificio originale fu distrutto durante la Grande Guerra Patriottica. L'attuale edificio ferroviario fu costruito nel 1950. In origine c'era un monumento a Stalin, ma dopo l'esposizione del suo culto della personalità negli anni 1950, il monumento fu demolito. Adesso c'è una piccola fontana.
Da dicembre 2014, a seguito dell'annessione della Crimea alla Russia, la stazione è servita unicamente da treni locali per Sinferopoli (distante circa 77 km), 5 volte al giorno.